# Ludwig Mach
Ludwig Mach (* 18. November 1868 in Prag; † im September 1951) war ein deutscher Erfinder.

## Leben
Ludwig Mach war der älteste Sohn des Physikers Ernst Mach und dessen Frau Ludovica Marussig, genannt Louise. Er besuchte 1879 bis 1883 das k. k. deutsche Staatsgymnasium in Prag, studierte dann zwei Jahre als Privatist und besuchte 1886/1887 das k. k. Staatsgymnasium in Arnau. Von 1887 bis 1892 studierte er an der Universität Prag Medizin und promovierte 1895. In seiner Studienzeit besuchte er bei seinem Vater und dessen Assistenten auch Vorlesungen in Physik.
In dieser Zeit begann auch die Mitarbeit bei seinem Vater. Er beschäftigte sich vorwiegend mit optischen Fragen und Instrumentenbau. 1889 erschien die erste gemeinsame Publikation. Seit den 1890er Jahren führte er die fotografischen Versuche seines Vaters und Peter Salchers fort. 1892 entwickelte er gemeinsam mit seinem Vater das Mach-Zehnder-Interferometer, das unabhängig von ihnen auch von Ludwig Zehnder entwickelt wurde.
1894 erfand er eine Aluminium-Legierung mit 2 bis 30 Prozent Magnesium, die er Magnalium nannte und für die er ein Patent erhielt, mit dessen Vermarktung er zeitweise hohe Einnahmen erzielte.
In seinem Beruf als Mediziner arbeitete Mach nur kurzzeitig. Er hatte das Angebot, in der chirurgischen Klinik seines Lehrers Carl Gussenbauer anzufangen, abgelehnt.
Anfang 1896 begann er bei Carl Zeiss in Jena im Institut von Ernst Abbe, wo er sich zunächst nur bis September verpflichtete.
Im März 1901 heiratete er in Berlin die fünf Jahre jüngere, in Wien geborene Regina von Renauld. Seit 1905 lebte er in München. 1913 zog sein pflegebedürftiger Vater († 1916) mit seiner Frau Louise zu ihm nach Vaterstetten. Nach dem Tod seines Vaters Ernst versuchte Ludwig Mach erfolglos, Einsteins Relativitätstheorie experimentell zu widerlegen.
Sein Vermögen war nach dem Ersten Weltkrieg verloren. Ludwigs zweite Ehefrau wurde Anna Karma Mach, die bis zu ihrem Tod, 1983, das 1911 erbaute Haus der Familie in Vaterstetten bewohnte.

## Ausstellung
- 2016/2017: Licht und Schatten – Ernst Mach – Ludwig Mach. Deutsches Museum, München. Katalog.